# Campionatul Mondial de Fotbal 1986

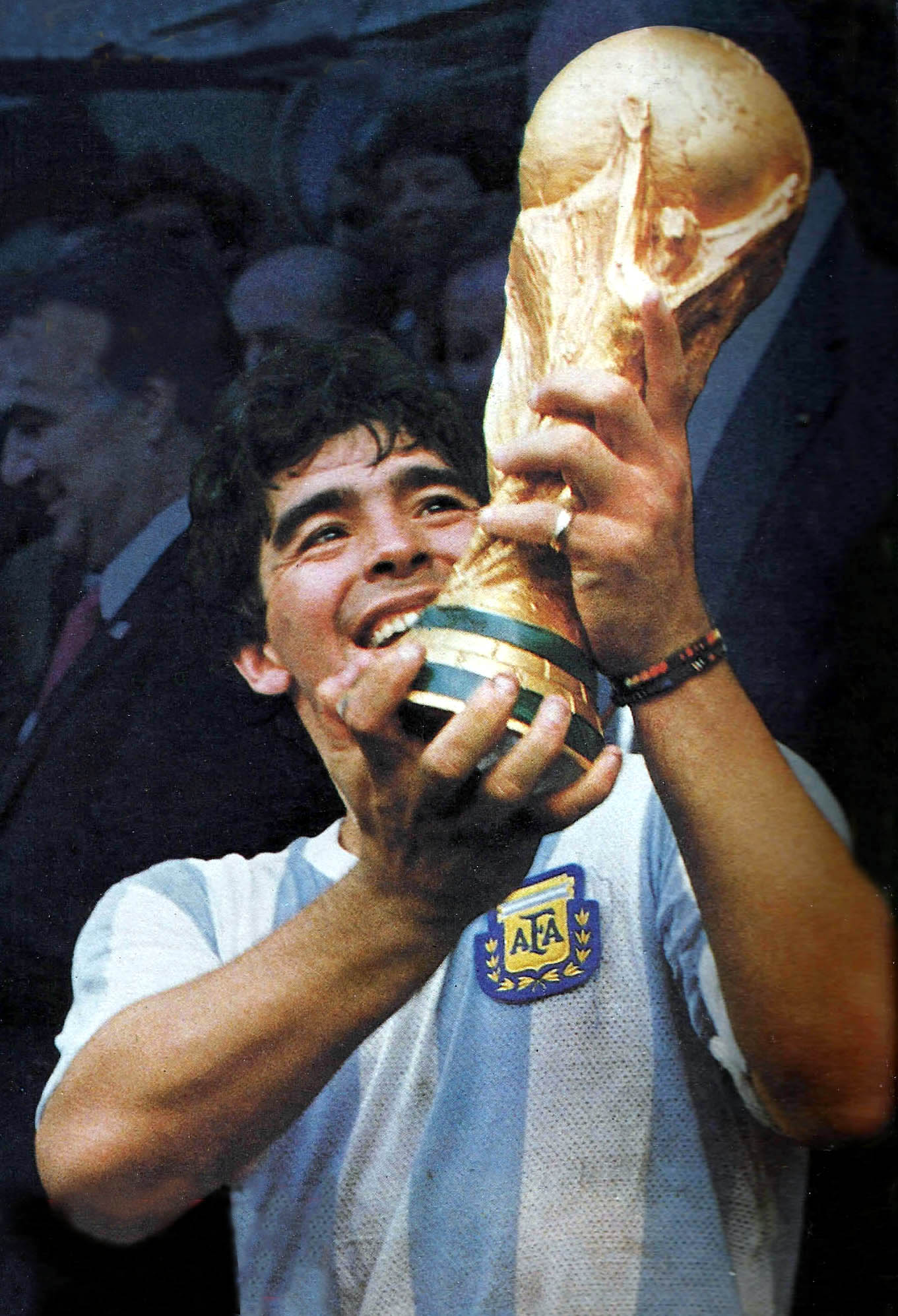
Diego Maradona

Campionatul Mondial de Fotbal 1986 a fost cea de-a treisprezecea ediție a celei mai importante competiții la care participă echipe naționale din toată lumea, ediție ce s-a desfășurat în Mexic. 
Columbia a fost inițial aleasă ca țară gazdă de FIFA, dar din motive financiare în mare parte nu a putut să o organizeze așa că a renunțat oficial în 1982. Mexic a fost aleasă ca noua gazdă în mai 1983. Turneul a fost al doilea la care s-a jucat în format cu 24 de echipe; spre deosebire de turneul precedent din 1982, al doilea tur a fost jucat în sistem eliminator nu în sistem de grupe.
A fost câștigat de Argentina (al doilea titlu după cel din 1978) condusă de Diego Maradona, care a marcat faimosul gol „Mâna lui Dumnezeu” și un gol votat ca „Golul Secolului” în sferturile de finală cu Anglia. Acestea au fost două dintre cele cinci goluri marcate de Maradona în timpul turneului, el mai dând cinci pase pentru colegii săi. Argentina a învins Germania de Vest cu 3-2 în finala de pe Estadio Azteca din Mexico City. Prezența la meciuri a fost de 2.393.031, o medie de 46.019 per meci.

## Stadioane
|                  |                                |         | (1986)     | (actuală)  |
|                  | Stadion                        | Meciuri | Capacitate | Capacitate |
| Guadalajara      | Estadio Jalisco                | 7       | 066.193    | 056.713    |
| Guadalajara      | Estadio Tres de Marzo          | 2       | 030.015    | 022.000    |
| Irapuato         | Estadio Sergio León Chávez     | 3       | 031.336    | 024.000    |
| León, Guanajuato | Estadio Nou Camp               | 4       | 030.531    | 033.943    |
| Ciudad de México | Estadio Azteca                 | 9       | 110.574    | 105.000    |
| Ciudad de México | Estadio Olímpico Universitario | 4       | 072.212    | 066.000    |
| Monterrey        | Estadio Tecnológico            | 4       | 033.805    | 033.485    |
| Monterrey        | Estadio Universitario          | 4       | 043.780    | 041.000    |
| Nezahualcóyotl   | Estadio Neza 86                | 3       | 034.536    | 028.500    |
| Puebla           | Estadio Cuauhtémoc             | 5       | 046.416    | 042.648    |
| Querétaro        | Estadio La Corregidora         | 4       | 038.576    | 034.130    |
| Toluca           | Estadio Nemesio Díez           | 3       | 032.612    | 027.000    |

| Guadalajara         | Guadalajara           | Irapuato                   | León               | Mexiko-Stadt           | Mexiko-Stadt                   |
| ------------------- | --------------------- | -------------------------- | ------------------ | ---------------------- | ------------------------------ |
| Estadio Jalisco     | Estadio Tres de Marzo | Estadio Sergio León Chávez | Estadio Nou Camp   | Estadio Azteca         | Estadio Olímpico Universitario |
|                     |                       |                            |                    |                        |                                |
| Monterrey           | Monterrey             | Nezahualcóyotl             | Puebla             | Querétaro              | Toluca                         |
| Estadio Tecnológico | Estadio Universitario | Estadio Neza 86            | Estadio Cuauhtémoc | Estadio La Corregidora | Estadio Nemesio Díez           |
|                     |                       |                            |                    |                        |                                |

## Arbitri
| Africa - Ali Bin Nasser - Edwin Picon-Ackong - Idrissa Traore Asia - Fallaj Al-Shanar - Jamal Al Sharif - Shizuo Takada Europa - Luigi Agnolin - Horst Brummeier - Valeri Butenko - Vojtech Christov - George Courtney - André Daina - Bogdan Dotchev - Erik Fredriksson - Ioan Igna - Jan Keizer - Siegfried Kirschen - Lajos Németh - Zoran Petrović - Alexis Ponnet - Joël Quiniou - Volker Roth - Victoriano Sánchez Arminio - Carlos Silva Valente - Alan Snoddy | America de Nord și Centrală - Rómulo Méndez - Antonio Márquez Ramírez - David Socha - Berny Ulloa Morera Oceania - Chris Bambridge America de Sud - Romualdo Arppi Filho - Jesús Díaz - Carlos Espósito - Gabriel González Roa - José Luis Martínez Bazán - Hernán Silva |

## Loturi
Pentru o listă a loturilor complete, care au participat la turneul final, vezi: Loturile pentru Campionatul Mondial de Fotbal 1986.

## Rezultate

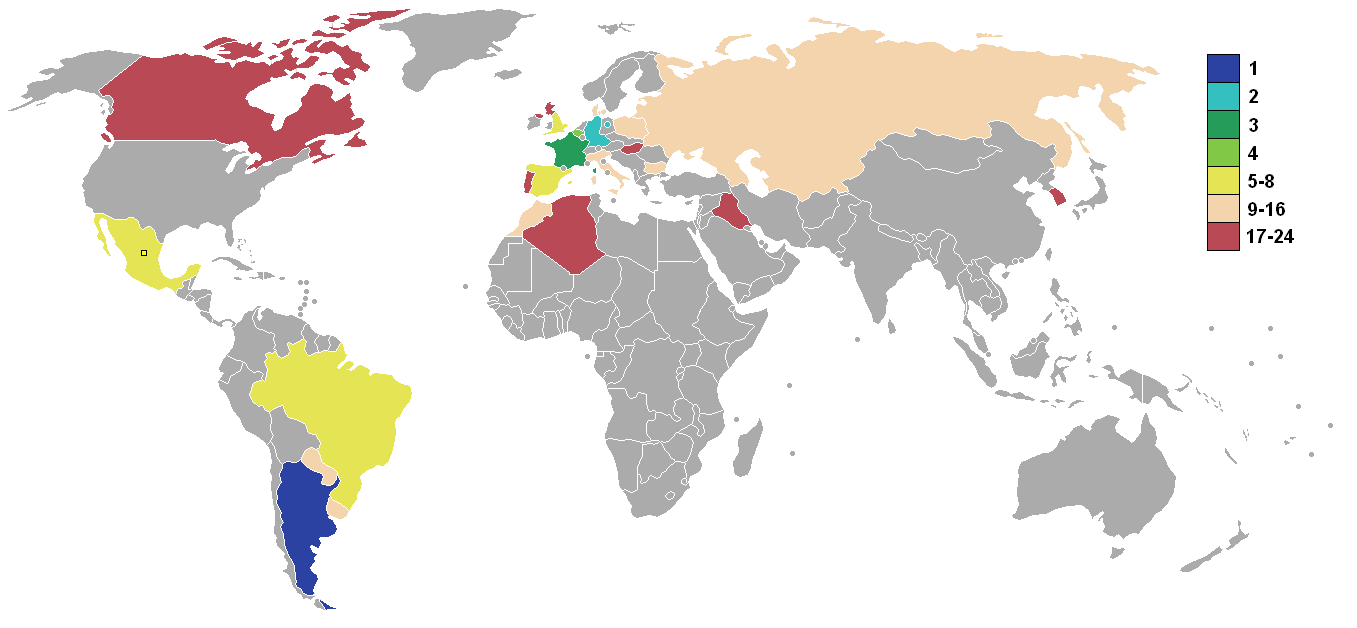
Campioni
Locul doi
Locul trei
Locul patru
Sferturi de finală
Optimi de finală
Faza grupelor

Campioni
     Locul doi
     Locul trei
     Locul patru
     Sferturi de finală
     Optimi de finală
     Faza grupelor

### Faza grupelor
| Legenda culorilor din tabel | Legenda culorilor din tabel                                                                                  |
| --------------------------- | --- |
|                             | Câștigătoarea grupei, locul doi și patru echipe cele mai bine clasate de pe locul trei avansează spre optimi |

#### Grupa A
| Echipa        | Jucate | V | E | Î | GM | GP | DG | Pct |
| ------------- | ------ | - | - | - | -- | -- | -- | --- |
| Argentina     | 3      | 2 | 1 | 0 | 6  | 2  | +4 | 5   |
| Italia        | 3      | 1 | 2 | 0 | 5  | 4  | +1 | 4   |
| Bulgaria      | 3      | 0 | 2 | 1 | 2  | 4  | −2 | 2   |
| Coreea de Sud | 3      | 0 | 1 | 2 | 4  | 7  | −3 | 1   |

| Italia        | 1 – 1  | Bulgaria    |
| ------------- | ------ | ----------- |
| Altobelli 43' | Report | Sirakov 85' |

| Argentina                   | 3 – 1  | Coreea de Sud      |
| --------------------------- | ------ | ------------------ |
| Valdano 6', 46' Ruggeri 18' | Report | Park Chang-Sun 73' |

| Italia              | 1 – 1  | Argentina    |
| ------------------- | ------ | ------------ |
| Altobelli 6' (pen.) | Report | Maradona 34' |

| Bulgaria  | 1 – 1  | Coreea de Sud    |
| --------- | ------ | ---------------- |
| Getov 11' | Report | Kim Jong-Boo 70' |

| Coreea de Sud                     | 2 – 3  | Italia                                      |
| --------------------------------- | ------ | ------------------------------------------- |
| Choi Soon-Ho 62' Huh Jung-Moo 83' | Report | Altobelli 17', 73' Cho Kwang-Rae 82' (o.g.) |

| Argentina                 | 2 – 0  | Bulgaria |
| ------------------------- | ------ | -------- |
| Valdano 3' Burruchaga 79' | Report |          |

#### Grupa B
| Echipa   | Jucate | V | E | Î | GM | GP | DG | Pct |
| -------- | ------ | - | - | - | -- | -- | -- | --- |
| Mexic    | 3      | 2 | 1 | 0 | 4  | 2  | +2 | 5   |
| Paraguay | 3      | 1 | 2 | 0 | 4  | 3  | +1 | 4   |
| Belgia   | 3      | 1 | 1 | 1 | 5  | 5  | 0  | 3   |
| Irak     | 3      | 0 | 0 | 3 | 1  | 4  | −3 | 0   |

| Mexic                    | 2 – 1  | Belgia          |
| ------------------------ | ------ | --------------- |
| Quirarte 23' Sánchez 39' | Report | Vandenbergh 45' |

| Paraguay   | 1 – 0  | Irak |
| ---------- | ------ | ---- |
| Romero 35' | Report |      |

| Mexic     | 1 – 1  | Paraguay   |
| --------- | ------ | ---------- |
| Flores 3' | Report | Romero 85' |

| Irak      | 1 – 2  | Belgia                       |
| --------- | ------ | ---------------------------- |
| Radhi 59' | Report | Scifo 16' Claesen 19' (pen.) |

| Paraguay         | 2 – 2  | Belgia                   |
| ---------------- | ------ | ------------------------ |
| Cabañas 50', 76' | Report | Vercauteren 30' Veyt 59' |

| Irak | 0 – 1  | Mexic        |
| ---- | ------ | ------------ |
|      | Report | Quirarte 54' |

#### Grupa C
| Echipa            | Jucate | V | E | Î | GM | GP | DG | Pct |
| ----------------- | ------ | - | - | - | -- | -- | -- | --- |
| Uniunea Sovietică | 3      | 2 | 1 | 0 | 9  | 1  | +8 | 5   |
| Franța            | 3      | 2 | 1 | 0 | 5  | 1  | +4 | 5   |
| Ungaria           | 3      | 1 | 0 | 2 | 2  | 9  | −7 | 2   |
| Canada            | 3      | 0 | 0 | 3 | 0  | 5  | −5 | 0   |

| Canada | 0 – 1  | Franța    |
| ------ | ------ | --------- |
|        | Report | Papin 79' |

| Uniunea Sovietică                                                            | 6 – 0  | Ungaria |
| ---------------------------------------------------------------------------- | ------ | ------- |
| Yakovenko 2' Aleinikov 4' Belanov 24' (pen.) Yaremchuk 66', 75' Rodionov 80' | Report |         |

| Franța        | 1 – 1  | Uniunea Sovietică |
| ------------- | ------ | ----------------- |
| Fernández 60' | Report | Rats 53'          |

| Ungaria                 | 2 – 0  | Canada |
| ----------------------- | ------ | ------ |
| Esterházy 2' Détári 75' | Report |        |

| Ungaria | 0 – 3  | Franța                               |
| ------- | ------ | ------------------------------------ |
|         | Report | Stopyra 29' Tigana 62' Rocheteau 84' |

| Uniunea Sovietică       | 2 – 0  | Canada |
| ----------------------- | ------ | ------ |
| Blokhin 58' Zavarov 74' | Report |        |

#### Grupa D
| Echipa          | Jucate | V | E | Î | GM | GP | DG | Pct |
| --------------- | ------ | - | - | - | -- | -- | -- | --- |
| Brazilia        | 3      | 3 | 0 | 0 | 5  | 0  | +5 | 6   |
| Spania          | 3      | 2 | 0 | 1 | 5  | 2  | +3 | 4   |
| Irlanda de Nord | 3      | 0 | 1 | 2 | 2  | 6  | −4 | 1   |
| Algeria         | 3      | 0 | 1 | 2 | 1  | 5  | −4 | 1   |

| Spania | 0 – 1  | Brazilia     |
| ------ | ------ | ------------ |
|        | Report | Sócrates 62' |

| Algeria    | 1 – 1  | Irlanda de Nord |
| ---------- | ------ | --------------- |
| Zidane 59' | Report | Whiteside 6'    |

| Brazilia   | 1 – 0  | Algeria |
| ---------- | ------ | ------- |
| Careca 66' | Report |         |

| Irlanda de Nord | 1 – 2  | Spania                    |
| --------------- | ------ | ------------------------- |
| Clarke 46'      | Report | Butragueño 1' Salinas 18' |

| Irlanda de Nord | 0 – 3  | Brazilia                    |
| --------------- | ------ | --------------------------- |
|                 | Report | Careca 15', 87' Josimar 42' |

| Algeria | 0 – 3  | Spania                    |
| ------- | ------ | ------------------------- |
|         | Report | Calderé 15', 68' Eloy 70' |

#### Grupa E
| Echipa           | Jucate | V | E | Î | GM | GP | DG | Pct |
| ---------------- | ------ | - | - | - | -- | -- | -- | --- |
| Danemarca        | 3      | 3 | 0 | 0 | 9  | 1  | +8 | 6   |
| Germania de Vest | 3      | 1 | 1 | 1 | 3  | 4  | −1 | 3   |
| Uruguay          | 3      | 0 | 2 | 1 | 2  | 7  | −5 | 2   |
| Scoția           | 3      | 0 | 1 | 2 | 1  | 3  | −2 | 1   |

| Uruguay      | 1 – 1  | Germania de Vest |
| ------------ | ------ | ---------------- |
| Alzamendi 4' | Report | Allofs 84'       |

| Scoția | 0 – 1  | Danemarca         |
| ------ | ------ | ----------------- |
|        | Report | Elkjær Larsen 57' |

| Germania de Vest      | 2 – 1  | Scoția       |
| --------------------- | ------ | ------------ |
| Völler 23' Allofs 49' | Report | Strachan 18' |

| Danemarca                                                      | 6 – 1  | Uruguay                |
| -------------------------------------------------------------- | ------ | ---------------------- |
| Elkjær Larsen 11', 67', 80' Lerby 41' Laudrup 52' J. Olsen 88' | Report | Francescoli 45' (pen.) |

| Danemarca                       | 2 – 0  | Germania de Vest |
| ------------------------------- | ------ | ---------------- |
| J. Olsen 43' (pen.) Eriksen 62' | Report |                  |

| Scoția | 0 – 0  | Uruguay |
| ------ | ------ | ------- |
|        | Report |         |

#### Grupa F
| Echipa     | Jucate | V | E | Î | GM | GP | DG | Pct |
| ---------- | ------ | - | - | - | -- | -- | -- | --- |
| Maroc      | 3      | 1 | 2 | 0 | 3  | 1  | +2 | 4   |
| Anglia     | 3      | 1 | 1 | 1 | 3  | 1  | +2 | 3   |
| Polonia    | 3      | 1 | 1 | 1 | 1  | 3  | −2 | 3   |
| Portugalia | 3      | 1 | 0 | 2 | 2  | 4  | −2 | 2   |

| Maroc | 0 – 0  | Polonia |
| ----- | ------ | ------- |
|       | Report |         |

| Portugalia        | 1 – 0  | Anglia |
| ----------------- | ------ | ------ |
| Carlos Manuel 76' | Report |        |

| Anglia | 0 – 0  | Maroc |
| ------ | ------ | ----- |
|        | Report |       |

| Polonia      | 1 – 0  | Portugalia |
| ------------ | ------ | ---------- |
| Smolarek 68' | Report |            |

| Anglia               | 3 – 0  | Polonia |
| -------------------- | ------ | ------- |
| Lineker 9', 14', 34' | Report |         |

| Portugalia     | 1 – 3  | Maroc                            |
| -------------- | ------ | -------------------------------- |
| Diamantino 80' | Report | Khairi 19', 26' Merry Krimau 62' |

#### Clasamentul echipelor clasate pe locul trei
| Grupa | Echipa          | Jucate | V | E | Î | GM | GP | DG | Pct |
| ----- | --------------- | ------ | - | - | - | -- | -- | -- | --- |
| B     | Belgia          | 3      | 1 | 1 | 1 | 5  | 5  | 0  | 3   |
| F     | Polonia         | 3      | 1 | 1 | 1 | 1  | 3  | −2 | 3   |
| A     | Bulgaria        | 3      | 0 | 2 | 1 | 2  | 4  | −2 | 2   |
| E     | Uruguay         | 3      | 0 | 2 | 1 | 2  | 7  | −5 | 2   |
| C     | Ungaria         | 3      | 1 | 0 | 2 | 2  | 9  | −7 | 2   |
| D     | Irlanda de Nord | 3      | 0 | 1 | 2 | 2  | 6  | −4 | 1   |

Deoarece Cupa Mondială 1994 de echipe s-au acordat trei puncte pentru o victorie, mai degrabă decât de două, pentru a încuraja mai multe tactici ofensive. Au fost aceste reguli în vigoare, Ungaria, Bulgaria ar fi terminat înainte de data de 15 și Uruguay nu ar fi avansat.

### Faza eliminatorie
|  | Optimi                 | Optimi                  |                        |       | Sferturi de finală | Sferturi de finală |                   |                   | Semifinale | Semifinale |  |  | Finala | Finala |
|  |                        |                         |                        |       |                    |                    |                   |                   |            |            |  |  |        |        |
|  | 16 iunie – Puebla      |                         |                        |       |                    |                    |                   |                   |            |            |  |  |        |        |
|  |                        |                         |                        |       |                    |                    |                   |                   |            |            |  |  |        |        |
|  | Argentina              | 1                       |                        |       |                    |                    |                   |                   |            |            |  |  |        |        |
|  | Argentina              | 1                       | 22 iunie – Mexico City |       |                    |                    |                   |                   |            |            |  |  |        |        |
|  | Uruguay                | 0                       |                        |       |                    |                    |                   |                   |            |            |  |  |        |        |
|  | Uruguay                | 0                       | Argentina              | 2     |                    |                    |                   |                   |            |            |  |  |        |        |
|  | 18 iunie – Mexico City |                         | Argentina              | 2     |                    |                    |                   |                   |            |            |  |  |        |        |
|  |                        | Anglia                  | 1                      |       |                    |                    |                   |                   |            |            |  |  |        |        |
|  | Anglia                 | Anglia                  | 1                      | 3     |                    |                    |                   |                   |            |            |  |  |        |        |
|  | Anglia                 |                         | 25 iunie – Mexico City | 3     |                    |                    |                   |                   |            |            |  |  |        |        |
|  | Paraguay               | 0                       |                        |       |                    |                    |                   |                   |            |            |  |  |        |        |
|  | Paraguay               | 0                       | Argentina              | 2     |                    |                    |                   |                   |            |            |  |  |        |        |
|  | 18 iunie – Querétaro   |                         | Argentina              | 2     |                    |                    |                   |                   |            |            |  |  |        |        |
|  |                        | Belgia                  | 0                      |       |                    |                    |                   |                   |            |            |  |  |        |        |
|  | Danemarca              | Belgia                  | 0                      | 1     |                    |                    |                   |                   |            |            |  |  |        |        |
|  | Danemarca              | 22 iunie – Puebla       |                        | 1     |                    |                    |                   |                   |            |            |  |  |        |        |
|  | Spania                 | 5                       |                        |       |                    |                    |                   |                   |            |            |  |  |        |        |
|  | Spania                 | 5                       | Belgia (pen.)          | 1 (5) |                    |                    |                   |                   |            |            |  |  |        |        |
|  | 15 iunie – León        |                         | Belgia (pen.)          | 1 (5) |                    |                    |                   |                   |            |            |  |  |        |        |
|  |                        | Spania                  | 1 (4)                  |       |                    |                    |                   |                   |            |            |  |  |        |        |
|  | Uniunea Sovietică      | Spania                  | 1 (4)                  | 3     |                    |                    |                   |                   |            |            |  |  |        |        |
|  | Uniunea Sovietică      |                         | 29 iunie – Mexico City | 3     |                    |                    |                   |                   |            |            |  |  |        |        |
|  | Belgia (a.e.t.)        | 4                       |                        |       |                    |                    |                   |                   |            |            |  |  |        |        |
|  | Belgia (a.e.t.)        | 4                       | Argentina              | 3     |                    |                    |                   |                   |            |            |  |  |        |        |
|  | 16 iunie – Guadalajara |                         | Argentina              | 3     |                    |                    |                   |                   |            |            |  |  |        |        |
|  |                        | Germania de Vest        | 2                      |       |                    |                    |                   |                   |            |            |  |  |        |        |
|  | Brazilia               | Germania de Vest        | 2                      | 4     |                    |                    |                   |                   |            |            |  |  |        |        |
|  | Brazilia               | 21 iunie – Guadalajara  |                        | 4     |                    |                    |                   |                   |            |            |  |  |        |        |
|  | Polonia                | 0                       |                        |       |                    |                    |                   |                   |            |            |  |  |        |        |
|  | Polonia                | 0                       | Brazilia               | 1 (3) |                    |                    |                   |                   |            |            |  |  |        |        |
|  | 17 iunie – Mexico City |                         | Brazilia               | 1 (3) |                    |                    |                   |                   |            |            |  |  |        |        |
|  |                        | Franța (pen.)           | 1 (4)                  |       |                    |                    |                   |                   |            |            |  |  |        |        |
|  | Italia                 | Franța (pen.)           | 1 (4)                  | 0     |                    |                    |                   |                   |            |            |  |  |        |        |
|  | Italia                 |                         | 25 iunie – Guadalajara | 0     |                    |                    |                   |                   |            |            |  |  |        |        |
|  | Franța                 | 2                       |                        |       |                    |                    |                   |                   |            |            |  |  |        |        |
|  | Franța                 | 2                       | Franța                 | 0     |                    |                    |                   |                   |            |            |  |  |        |        |
|  | 17 iunie – Monterrey   |                         | Franța                 | 0     |                    |                    |                   |                   |            |            |  |  |        |        |
|  |                        | Germania de Vest        | 2                      |       | Finala mică        | Finala mică        |                   |                   |            |            |  |  |        |        |
|  | Maroc                  | Germania de Vest        | 2                      | 0     | Finala mică        | Finala mică        |                   |                   |            |            |  |  |        |        |
|  | Maroc                  | 21 iunie – Monterrey    | 21 iunie – Monterrey   | 0     |                    |                    | 28 iunie – Puebla | 28 iunie – Puebla |            |            |  |  |        |        |
|  | Germania de Vest       | 21 iunie – Monterrey    | 21 iunie – Monterrey   | 1     |                    |                    | 28 iunie – Puebla | 28 iunie – Puebla |            |            |  |  |        |        |
|  | Germania de Vest       | Germania de Vest (pen.) | 0 (4)                  | 1     | Franța (a.e.t.)    | 4                  |                   |                   |            |            |  |  |        |        |
|  | 15 iunie – Mexico City | Germania de Vest (pen.) | 0 (4)                  |       | Franța (a.e.t.)    | 4                  |                   |                   |            |            |  |  |        |        |
|  |                        | Mexic                   | 0 (1)                  |       | Belgia             | 2                  |                   |                   |            |            |  |  |        |        |
|  | Mexic                  | Mexic                   | 0 (1)                  | 2     | Belgia             | 2                  |                   |                   |            |            |  |  |        |        |
|  | Mexic                  |                         |                        | 2     |                    |                    |                   |                   |            |            |  |  |        |        |
|  | Bulgaria               | 0                       |                        |       |                    |                    |                   |                   |            |            |  |  |        |        |
|  | Bulgaria               | 0                       |                        |       |                    |                    |                   |                   |            |            |  |  |        |        |

#### Optimi de finală
| Mexic                  | 2 – 0  | Bulgaria |
| ---------------------- | ------ | -------- |
| Negrete 34' Servín 61' | Report |          |

| Uniunea Sovietică             | 3 – 4 (a.e.t.) | Belgia                                          |
| ----------------------------- | -------------- | ----------------------------------------------- |
| Belanov 27', 70', 111' (pen.) | Report         | Scifo 56' Ceulemans 77' Demol 102' Claesen 110' |

| Brazilia                                                     | 4 – 0  | Polonia |
| ------------------------------------------------------------ | ------ | ------- |
| Sócrates 30' (pen.) Josimar 55' Edinho 79' Careca 83' (pen.) | Report |         |

| Argentina    | 1 – 0  | Uruguay |
| ------------ | ------ | ------- |
| Pasculli 42' | Report |         |

| Italia | 0 – 2  | Franța                  |
| ------ | ------ | ----------------------- |
|        | Report | Platini 15' Stopyra 57' |

| Maroc | 0 – 1  | Germania de Vest |
| ----- | ------ | ---------------- |
|       | Report | Matthäus 87'     |

| Anglia                         | 3 – 0  | Paraguay |
| ------------------------------ | ------ | -------- |
| Lineker 31', 73' Beardsley 56' | Report |          |

| Danemarca           | 1 – 5  | Spania                                                     |
| ------------------- | ------ | ---------------------------------------------------------- |
| J. Olsen 33' (pen.) | Report | Butragueño 43', 56', 80', 88' (pen.) Goikoetxea 68' (pen.) |

#### Sferturi de finală
| Brazilia                                        | 1 – 1 (a.e.t.) (d.p.) | Franța                                           |
| ----------------------------------------------- | --------------------- | ------------------------------------------------ |
| Careca 17'                                      | Report                | Platini 40'                                      |
| Sócrates · Alemão · Zico · Branco · Júlio César | 3 – 4                 | Stopyra · Amoros · Bellone · Platini · Fernández |

| Germania de Vest                        | 0 – 0 (a.e.t.) (d.p.) | Mexic                       |
| --------------------------------------- | --------------------- | --------------------------- |
|                                         | Report                |                             |
| Allofs · Brehme · Matthäus · Littbarski | 4 – 1                 | Negrete · Quirarte · Servín |

| Argentina         | 2 – 1  | Anglia      |
| ----------------- | ------ | ----------- |
| Maradona 51', 55' | Report | Lineker 81' |

| Spania                                      | 1 – 1 (a.e.t.) (d.p.) | Belgia                                               |
| ------------------------------------------- | --------------------- | ---------------------------------------------------- |
| Señor 85'                                   | Report                | Ceulemans 35'                                        |
| Señor · Eloy · Chendo · Butragueño · Víctor | 4 – 5                 | Claesen · Scifo · Broos · Vervoort · L. Van Der Elst |

#### Semifinale
| Franța | 0 – 2  | Germania de Vest     |
| ------ | ------ | -------------------- |
|        | Report | Brehme 9' Völler 89' |

| Argentina         | 2 – 0  | Belgia |
| ----------------- | ------ | ------ |
| Maradona 51', 63' | Report |        |

#### Finala mică
| Franța                                                 | 4 – 2 (a.e.t.) | Belgia                    |
| ------------------------------------------------------ | -------------- | ------------------------- |
| Ferreri 27' Papin 43' Genghini 104' Amoros 111' (pen.) | Report         | Ceulemans 11' Claesen 73' |

#### Finala
| Argentina                            | 3 – 2  | Germania de Vest          |
| ------------------------------------ | ------ | ------------------------- |
| Brown 23' Valdano 55' Burruchaga 83' | Report | Rummenigge 74' Völler 80' |

## Premii
| Gheata de Aur | Balonul de Aur | Trofeul FIFA Fair Play |
| ------------- | -------------- | ---------------------- |
| Gary Lineker  | Diego Maradona | Brazilia               |

## Marcatori
| 6 goluri - Gary Lineker 5 goluri - Diego Maradona - Careca - Emilio Butragueño 4 goluri - Jorge Valdano - Preben Elkjær Larsen - Alessandro Altobelli - Igor Belanov 3 goluri - Jan Ceulemans - Nico Claesen - Jesper Olsen - Rudi Völler 2 goluri - Jorge Burruchaga - Enzo Scifo - Josimar - Sócrates - Jean-Pierre Papin - Michel Platini - Yannick Stopyra - Klaus Allofs - Fernando Quirarte - Abderrazak Khairi - Roberto Cabañas - Julio César Romero - Ramón Calderé - Ivan Yaremchuk | 1 gol - Djamel Zidane - José Luis Brown - Pedro Pasculli - Oscar Ruggeri - Stéphane Demol - Erwin Vandenbergh - Franky Vercauteren - Daniel Veyt - Edinho - Plamen Getov - Nasko Sirakov - John Eriksen - Michael Laudrup - Søren Lerby - Peter Beardsley - Manuel Amoros - Luis Fernández - Jean-Marc Ferreri - Bernard Genghini - Dominique Rocheteau - Jean Tigana - Andreas Brehme - Lothar Matthäus - Karl-Heinz Rummenigge - Lajos Détári - Márton Esterházy - Ahmed Radhi - Luis Flores - Manuel Negrete - Hugo Sánchez - Raúl Servín - Abdelkrim Merry Krimau | - Colin Clarke - Norman Whiteside - Włodzimierz Smolarek - Carlos Manuel - Diamantino - Gordon Strachan - Choi Soon-Ho - Huh Jung-Moo - Kim Jong-Boo - Park Chang-Seon - Sergei Aleinikov - Oleg Blokhin - Vasiliy Rats - Sergey Rodionov - Pavel Yakovenko - Aleksandr Zavarov - Eloy - Andoni Goikoetxea - Julio Salinas - Juan Antonio Señor - Antonio Alzamendi - Enzo Francescoli Autogoluri - Cho Kwang-Rae (pentru Italia) |

## Clasamentul FIFA
În 1986, FIFA a publicat un raport care clasa toate echipele până la și inclusiv Campionatul Mondial de Fotbal 1986, bazat pe progresul total în competiție, rezultatele per total și valoarea adversarilor Clasamentul pentru 1986 este după cum urmează::
Finala
1. Argentina
2. Germania de Vest

Locul trei și patru
1. Franța
2. Belgia

Eliminate în sferturi de finală
1. Brazilia
2. Mexic
3. Spania
4. Anglia

Eliminate în optimi de finală
1. Danemarca
2. Uniunea Sovietică
3. Maroc
4. Italia
5. Paraguay
6. Polonia
7. Bulgaria
8. Uruguay

Eliminate în faza grupelor
1. Portugalia
2. Ungaria
3. Scoția
4. Coreea de Sud
5. Irlanda de Nord
6. Algeria
7. Irak
8. Canada